# Eeuwig schaak
Er is sprake van eeuwig schaak als een speler de vijandelijke koning voortdurend schaak zet en dat kan blijven doen zonder dat de tegenstander dat (redelijkerwijs) kan verhinderen. 
Eeuwig schaak is een manier om zich uit een moeilijke situatie te redden. De tegenstander, die wellicht sterker staat,  moet steeds zijn koning in veiligheid brengen en is daardoor niet in staat iets te ondernemen. Uiteindelijk dwingt de schaakgever remise af, doordat driemaal dezelfde stelling of de vijftigzettenregel niet kan worden vermeden.
In het diagram lijkt wit zwaar verloren te staan, maar hij is aan zet. Hij speelt 1. Th3†. Zwart kan nu alleen 1. ... Kg8 spelen. Daarna volgt 2. Lh7† Kh8. 3. Lf5† Kg8. Als wit op het punt staat om voor de derde maal dezelfde stelling op het bord te brengen kan hij remise claimen.
Een bijzonder geval van eeuwig schaak is de dolle toren.
Soms kan men remise afdwingen door een ander stuk dan de koning te blijven opjagen.